# 北アフリカ戦線
北アフリカ戦線（きたアフリカせんせん）は、第二次世界大戦において1940年9月のイタリア軍によるエジプト侵攻から、1943年5月のチュニジアの戦いにより、枢軸国軍の壊滅・ヨーロッパ本土撤退までを指す。エジプトからモロッコまで、北アフリカ北岸で行われた。

## 概要
第二次世界大戦の中でも特異な戦場であった。砂漠地域での戦いであり、前線においては、その地形を利用した大胆な機動戦が行われた。その進撃距離は長いが地域は細長く、占領した地域が広域であろうとも土地そのものの価値は低く、地上戦だが補給は孤島に援軍を送るように困難であり、兵站能力が極めて重要であった。また、全軍への補給に際しての、地中海の制海権、少ない港湾の能力、マルタ島の価値、制空権が地上戦に大きな影響を与えた。
同時に両軍の戦力や補給量の問題により、戦線が短時間で大きく移動した。このとき移動に活用された主なルートは、その多くがかつてのサハラ交易路である。
アフリカで苦戦するイタリア軍への援軍として送り込まれたドイツアフリカ軍団の指揮官であるエルヴィン・ロンメル大将は、少数の派遣軍という劣勢な状態ながら地理・気候を利用した巧みな用兵で連合国軍と戦い「砂漠の狐」と呼ばれ、1942年6月22日北アフリカ戦線での働きが認められてドイツ国防軍で当時最年少の元帥となった。
エジプトそしてその先にある中東を目指すという野望もむなしく、北アフリカはイタリアにとっては地中海覇権の夢が破れる土地であり、ナチス・ドイツにとっては資源を枯渇させる地でしかなかったのである。

## 経緯

### 1940年秋 イタリア軍のエジプト侵攻
当時のイタリア政府は東アフリカ植民地の拡大を企図していて、またイギリス本土への攻勢を控えたドイツ政府からは北アフリカ駐留イギリス軍への攻撃を要請されていた。イタリア軍上層部は装備や補給面での不足から慎重な行動を求めたが、ムッソリーニは軍の反対を押し切る格好で、1940年9月7日、軍にイタリア領リビアからエジプトへの攻撃を命じた。
9月13日、エジプト侵攻を開始したグラッツィアーニ元帥は兵員8万人からなるイタリア第10軍（5個師団基幹）を戦地に投入し、イギリス軍が撤退を行ったこともあって、順調に進撃し国境から約 100km 東のシディ・バラニを占領した。しかし、徒歩移動の部隊が大勢を占め、かつ補給が慢性的に不足したため、そこで進撃を停止した。その結果、十分な機械化と補給を受けたイギリス軍3万人は優位に戦いを進めた。

### 1940年末 イギリス軍の反攻（コンパス作戦）

1941年におけるリビア・エジプトの地図

イタリア軍は、シディ・バラニに留まったままであったが、1940年12月9日にオコーナー将軍の指揮下で、イギリス西方砂漠軍 (Western Desert Force)は第7機甲師団（3個旅団）及び第4インド師団（兵員合計約3万人）を投じ、大規模な反攻作戦であるコンパス作戦を開始した。
イギリス軍の圧倒的な機甲戦力の前にまともな機甲戦力や機械化部隊を持たないシディ・バラニのイタリア第21軍団の4個師団は為す術も無く包囲され壊滅し、1月初頭にはイギリス軍の新戦力第6オーストラリア師団が投入され、後方のバルディアに展開していた残余部隊も激戦の末1941年1月6日に降伏した。その後、これを好機と見てリビアにまで足を伸ばしたイギリス軍に対しイタリア第10軍は後退戦闘を続けた末にペダ・フォムで内陸部を先回りしたイギリス軍の機械化部隊によって退路を遮断された。イタリア第10軍は2月7日に決行された包囲突破を目的とする最後の攻撃をもって壊滅した。この戦闘中に第10軍指揮官のテレラ将軍は戦死し、コナ中将が指揮を継いだ。リビア駐留軍の総指揮官も グラツィアーニ元帥に代わり、ガリボルディ将軍に引き継がれた。この戦いで、イタリア軍は将兵の捕虜13万名を出す敗北を喫した。
イギリス軍は1941年2月までにリビアのトブルクやバルディアなどキレナイカ地方を占領したが、ドイツ軍がバルカン半島へ侵攻したためギリシャへ援軍を送らねばならず進撃は停止してしまった。一連の戦闘に大敗したイタリアの要請を受け、ドイツが支援を開始することとなりロンメルがその指揮官として北アフリカに派遣されることとなった。

### 1941年から1942年6月 ドイツ軍の参加とトブルクの攻防

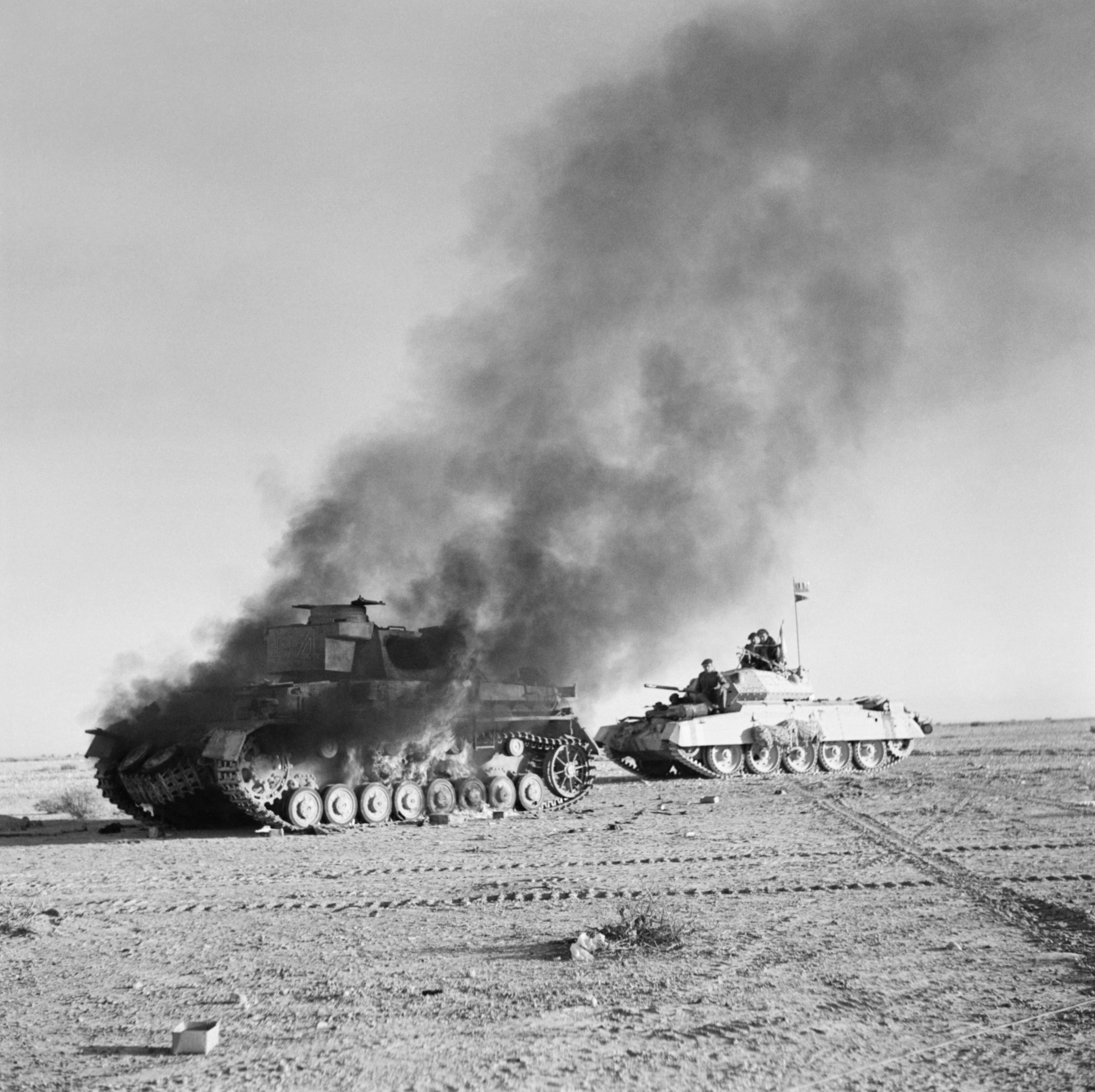
炎上するドイツ軍IV号戦車とイギリス軍クルセーダー巡航戦車

1941年2月にイタリア軍支援のためにエルヴィン・ロンメルを指揮官とするドイツアフリカ軍団が編成され、リビアに派遣された。ロンメルは3月には本格的な反攻を開始し、4月にはベンガジを奪回、イギリスのオコーナー将軍を捕虜にする戦果を挙げた。
枢軸国軍はイギリス軍の要塞となっていたトブルクを包囲したものの、イギリス軍の抵抗とこれまでの戦いによる戦力の消耗などにより陥落させることはできなかった。イギリス軍はトブルクの解囲を目指し、5月にブレビティ作戦、6月にバトルアクス作戦を行ったがこれに失敗した。11月にクルセーダー作戦を発動しトブルクの解囲に成功し、さらに戦闘を重ね撤退する枢軸国軍をエル・アゲイラ付近まで追撃し、再びキレナイカはイギリス軍が支配した。しかしながら、補給物資の輸送拠点をトブルクにしか設けられなかったため、前線まで長距離の物資輸送を行なわなければならなくなり、イギリス軍の進撃は停止した。
一時、エル・アゲイラまで撤退した枢軸国軍であったが、1942年1月には反攻を開始した。1月29日にベンガジが枢軸国軍に占領されたため、イギリス軍はトブルクの西にあるガザラ付近に防衛線を構築することとした。
2月から両軍とも物資補給と戦力の補充のためガザラ付近でいったんは対峙する形勢となった。1942年5月26日に枢軸国軍はイギリス軍のガザラ防衛線に攻撃を開始し、激戦の末イギリス軍は敗北した。さらに枢軸国軍の攻撃が続き、6月21日にはトブルクが陥落した。

### 1942年7月から1942年11月 エル・アラメインの戦い

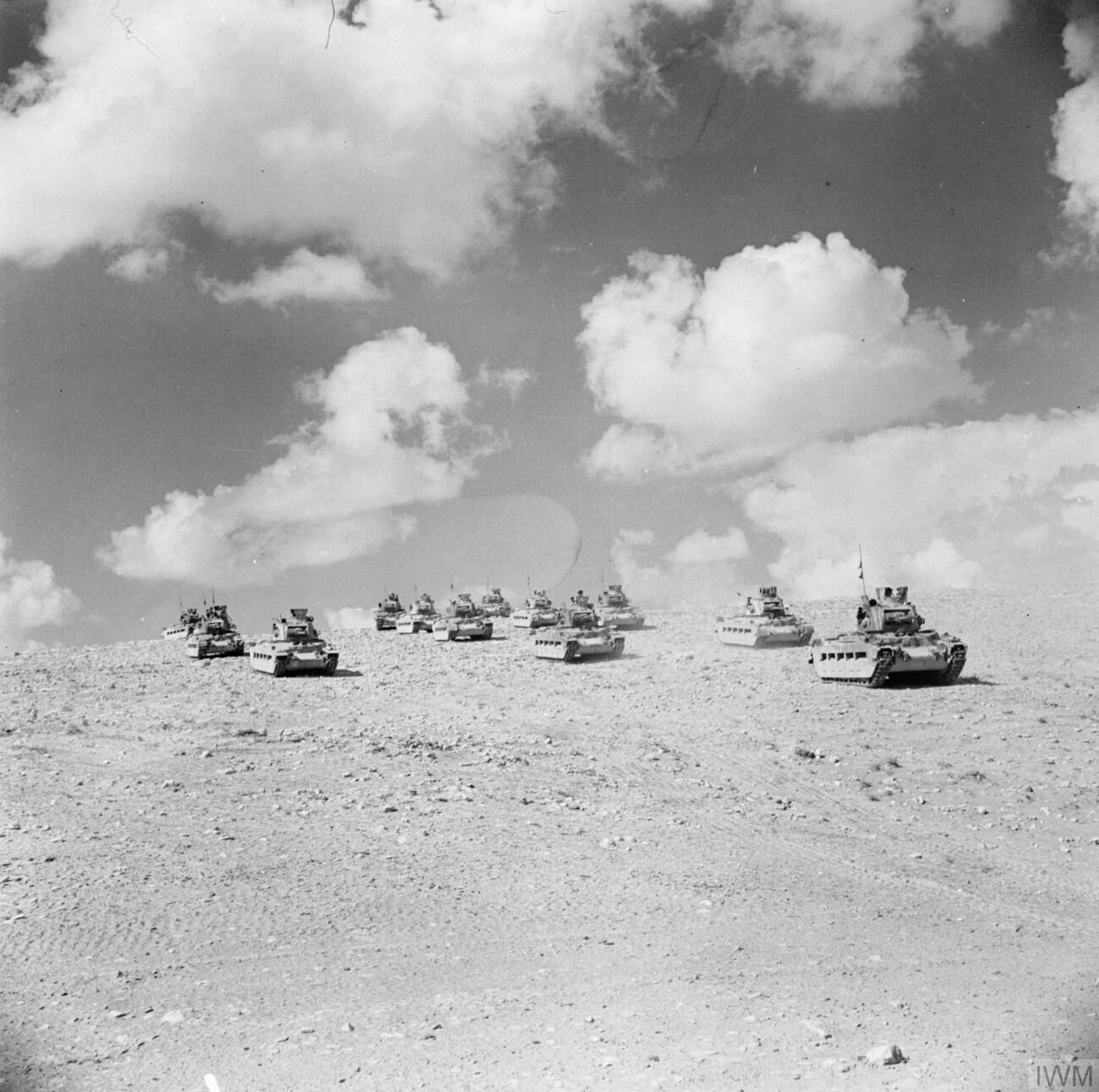
エル・アラメインに展開するイギリス軍マチルダ歩兵戦車

ガザラの戦いに敗北したイギリス軍は、エジプト領内に撤退しアレキサンドリアの西、エル・アラメインに防御ラインを設定した。1942年7月1日には、ドイツ軍との戦闘（エル・アラメインの戦い）が開始されたが、ドイツ軍の戦力不足により戦闘はこう着状態に陥った。
1942年8月にイギリス軍はエル・アラメインの防御にあたっていたイギリス第8軍の指揮官にバーナード・モントゴメリーを任命した。イギリス首相チャーチルは、イギリス軍の早期反攻を求めたが、モントゴメリーはこれを断り、戦力の充実につとめた。イギリス軍の反攻は1942年10月23日夜ライトフット作戦から始まり、さらに11月1日夜からスーパーチャージ作戦を開始した。この攻撃により枢軸国軍の戦車等の戦力は残り僅かとなり、11月4日、指揮官のロンメルは枢軸国軍の西（リビア方面）への撤退を命令した。

### 1942年11月トーチ作戦

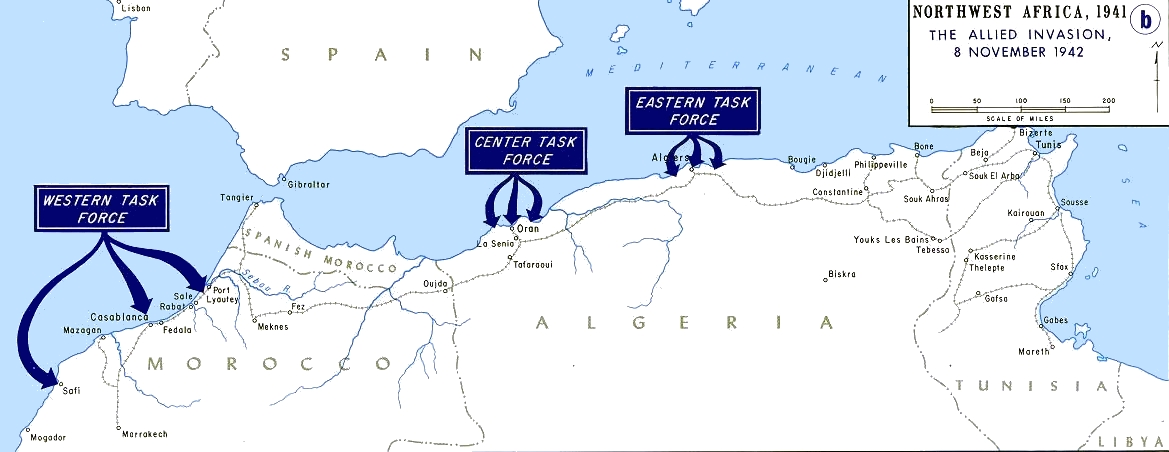
トーチ作戦の上陸計画。

1942年6月にアメリカ大統領ルーズベルトとイギリス首相チャーチルがワシントンで会談し、連合国軍のヨーロッパ反攻の第一歩として、ヴィシー政権が統治する北アフリカに侵攻することが決定され、この決定に基づきアイゼンハワーの総指揮のもとで準備が進められた。侵攻作戦はトーチ作戦と名付けられ連合国軍は1942年11月8日にモロッコへ西方任務部隊が、アルジェリアのオランへ中央任務部隊が、アルジェへは東方任務部隊が上陸した。いったんはこの地域を統治していたヴィシー政権フランス軍の抵抗にあったが、アルジェリアのダルラン提督に対して説得工作を行ない、11月10日に在アルジェリア・ヴィシー政権フランス軍と停戦が成立した。

### 1942年11月から1943年5月 チュニジアの戦い
トーチ作戦で連合国軍がモロッコとアルジェリアに上陸したことで、エル・アラメインで敗退（1942年11月初旬）した枢軸国軍は東と西から連合国軍にはさみうちされることが懸念される状況になった。このためヒトラーは北アフリカの死守とチュニジア（フランス軍が駐留）への派兵を命じ、最初の部隊は11月11日に到着した（ネーリングが司令官）。部隊は逐次増強され、最新のティーガー戦車も配備されて、名前は第5装甲軍となり司令官はアルニムに交代した。トーチ作戦で上陸した連合国軍は11月末にチュニジアに到着し、両軍の戦闘が始まった。1943年1月末にはエル・アラメインからリビアを横断して2200Kmを退却したロンメルのドイツ・イタリア装甲軍もチュニジアに到着し、第5装甲軍に加わりアフリカ軍集団となった。アルニムとロンメルの2人の司令官に指揮された枢軸国軍は西から迫る連合国軍に対して2月中旬に春風作戦を発動し、カセリーヌ峠の戦いなどで局地的な勝利を収めたものの、補給の制約もあって攻勢はすぐに止まってしまった。続いて、東のリビア側の防衛線のマレス・ラインでエル・アラメインから追撃してきた仇敵のイギリス第8軍に対してロンメルの指揮のもとで攻勢を行ったが、ここでも大きな損害を出して撃退された。3月中旬に戦況説明のためドイツに戻ったロンメルは、アフリカに戻ることを許されず、北アフリカ戦線の指揮はアルニムに委ねられた。連合国軍はチュニジア北部の港湾のビゼルトとチュニスに向かって枢軸国軍の防衛線を少なくない損害を出しながらも逐次突破するとともに、枢軸国軍のヨーロッパからの補給線を激しく攻撃した。5月7日にアメリカ軍がビゼルト、イギリス軍がチュニスに突入したことで、チュニジア戦線の勝敗は決し、5月12～13日に枢軸国軍は降伏し北アフリカ戦線は消滅した。
降伏して捕虜となった枢軸国軍は 27万5000人で、これは4ヶ月前にソ連に敗北したスターリングラードでの捕虜の数の約3倍であった。